# Bacopa grandiflora
Bacopa grandiflora là một loài thực vật có hoa trong họ Mã đề. Loài này được (Benth.) Descole & Borsini mô tả khoa học đầu tiên năm 1954.